# Championnat de France de rugby à XV de 2e division 1970-1971
Navigation
Championnat de France de 2e division 1969-1970 Championnat de France de 2e division 1971-1972
Le championnat de France de rugby à XV de 2e division 1970-1971 est l'antichambre de la première division. La compétition se déroule du mois de septembre 1970 au mois de mai 1971 en deux phases avec 64 équipes en compétitions. 

La première phase, se déroule en 8 poules de 8 équipes avec matchs aller-retour. 
Les clubs classés aux quatre premières places de chaque poule sont qualifiés pour les seizièmes et classés de 1 à 32. Les matchs, comme la finale, se jouent sur terrain neutre. Le club qui gagne en finale est déclaré vainqueur de la compétition et accède à la première division ainsi que les équipes qualifiées pour les quarts de finale.
Le CS Bourgoin est champion de France de 2e division pour la saison 1970-1971 et accède à la première division pour la saison 1971-1972.
Les clubs de RC Chalon, CS Pamiers, US Marmande, Sporting Club decazevillois, SC Mazamet, CA Castelsarrasinois et l'AS Soustons qualifiés pour les quarts de finale accèdent également à la première division pour l'année 1971-1972.

## Phase de qualification
Les clubs classés aux quatre premières places de chaque poule sont qualifiés pour les seizièmes et classés de 1 à 32. Les matchs, comme la finale, se jouent sur terrain neutre. Le club qui gagne en finale est déclaré vainqueur de la compétition et accède à la première division ainsi que les équipes qualifiées pour les quarts de finale.

### Poule A
- Courbevoie sports
- AS Police de Paris
- CO Le Creusot
- US Annecy
- AS Mâcon
- USON Nevers
- AS Roanne
- ASPTT Paris

### Poule B
- CS Bourgoin-Jallieu
- RC Chalon
- UMS Montélimar
- ASPTT Lyon
- Stade olympique voironnais
- RC Châteaurenard
- US Bellegarde
- AS Pierrelatte

### Poule C
- RC Sorgues
- RRC Nice
- AS Bédarrides
- stade piscénois
- stade montpelliérain
- Céret sportif
- SS Salon
- JO Prades

### Poule D
- UA Libourne
- SBUC
- SA Bordeaux Mérignac
- USA Limoges
- AS Saint Junien
- Stade montluçonnais
- Stade nantais
- RC Trignac

### poule E
- US Thuir
- ES Argelès
- SC Pamiers
- UA Saverdun
- Union sportive carcassonnaise XV
- ES Gimont
- TUC
- US Foix

### Poule F
- US Marmande
- SC Mazamet
- SA Monein
- US Nérac
- SA Hagetmau
- SA Saint Sever
- UA Vic
- CA Morcenx

### Poule G
- SC Decazeville
- GS Figeac
- SC Albi
- CA Villeneuve
- Stade langonnais
- stade Foyen
- RC Mussidan
- SA Arcachon

### Poule H
- CA Castelsarrasin
- Avenir aturin
- AS Soustons
- US Orthez
- Bordeaux EC
- Peyrehorade sports
- UA Mimizan
- UA Gujan-Mestras

## Phase finale

### Seizièmes de finale
|  | CO Le Creusot | 12 - 11 | SA Monein (Monein) | Fumel |
|  |               |         |                    | Fumel |
|  |               |         |                    | Fumel |

|  | AS Soustons | 15 - 0 | SA Bordeaux Mérignac | Vic-en-Bigorre |
|  |             |        |                      | Vic-en-Bigorre |
|  |             |        |                      | Vic-en-Bigorre |

|  | RC Sorgues (Sorgues) | 17 - 9 | CA Villeneuve (Villeneuve-sur-Lot) | Castres |
|  |                      |        |                                    | Castres |
|  |                      |        |                                    | Castres |

|  | Sporting Club decazevillois | 20 - 3 | US Orthez | Moissac |
|  |                             |        |           | Moissac |
|  |                             |        |           | Moissac |

|  | US Nérac (Nérac) | 3 - 0 | Stade piscénois (Pézenas) | Gaillac |
|  |                  |       |                           | Gaillac |
|  |                  |       |                           | Gaillac |

|  | SC Mazamet | 20 - 9 | UMS rugby Montélimar | Quillan |
|  |            |        |                      | Quillan |
|  |            |        |                      | Quillan |

|  | US Thuir | 27 - 3 | US Annecy | Châteaurenard |
|  |          |        |           | Châteaurenard |
|  |          |        |           | Châteaurenard |

|  | SC Albi | 11 - 8 | Avenir aturin | Lombez |
|  |         |        |               | Lombez |
|  |         |        |               | Lombez |

|  | CS Bourgoin | 21 - 6 | SBUC | Montluçon |
|  |             |        |      | Montluçon |
|  |             |        |      | Montluçon |

|  | CA Castelsarrasinois | 19 - 3 | Courbevoie sports (Courbevoie) | Poitiers |
|  |                      |        |                                | Poitiers |
|  |                      |        |                                | Poitiers |

|  | Étoile sportive argelésienne | 8 - 5 | GS Figeac | Carcassonne |
|  |                              |       |           | Carcassonne |
|  |                              |       |           | Carcassonne |

|  | AS Bédarrides | 15 - 12(AP) | UA saverdunoise | Pézenas |
|  |               |             |                 | Pézenas |
|  |               |             |                 | Pézenas |

|  | RC Chalon | 11 - 6 | UA Libourne | Tulle |
|  |           |        |             | Tulle |
|  |           |        |             | Tulle |

|  | CS Pamiers | 6 - 5 | AS Police de Paris (ASPP) | Saint-Junien |
|  |            |       |                           | Saint-Junien |
|  |            |       |                           | Saint-Junien |

|  | RRC Nice | 11 - 8 | USA Limoges | Millau |
|  |          |        |             | Millau |
|  |          |        |             | Millau |

|  | US Marmande | 11 - 8 | ASPTT Lyon | Foix |
|  |             |        |            | Foix |
|  |             |        |            | Foix |

### Huitièmes de finale
|  | CS Bourgoin | 9 - 6 | SC Albi | Bédarrides |
|  |             |       |         | Bédarrides |
|  |             |       |         | Bédarrides |

|  | RC Chalon | 9 - 5 | AS Bédarrides | Voiron |
|  |           |       |               | Voiron |
|  |           |       |               | Voiron |

|  | CA Castelsarrasinois | 19 - 0 | RRC Nice | Montpellier |
|  |                      |        |          | Montpellier |
|  |                      |        |          | Montpellier |

|  | AS Soustons | 6 - 3 | US Nérac (Nérac) | Aire-sur-Adour |
|  |             |       |                  | Aire-sur-Adour |
|  |             |       |                  | Aire-sur-Adour |

|  | US Marmande | 9 - 3 | US Thuir | Rodez |
|  |             |       |          | Rodez |
|  |             |       |          | Rodez |

|  | CS Pamiers | 9 - 3 | Étoile sportive argelésienne | Quillan |
|  |            |       |                              | Quillan |
|  |            |       |                              | Quillan |

|  | SC Mazamet | 9 - 3 | CO Le Creusot | Montélimar |
|  |            |       |               | Montélimar |
|  |            |       |               | Montélimar |

|  | Sporting Club decazevillois | 12 - 3 | RC Sorgues (Sorgues) | Graulhet |
|  |                             |        |                      | Graulhet |
|  |                             |        |                      | Graulhet |

### Quarts de finale
Les clubs participants aux quarts de finale joueront en 1re division la saison prochaine
|  | CS Bourgoin | 14 - 9 | RC Chalon | Bourg-en-Bresse |
|  |             |        |           | Bourg-en-Bresse |
|  |             |        |           | Bourg-en-Bresse |

|  | CS Pamiers | 19 - 9 | US Marmande | Vic-Fezensac |
|  |            |        |             | Vic-Fezensac |
|  |            |        |             | Vic-Fezensac |

|  | Sporting Club decazevillois | 14 - 8 | SC Mazamet | Albi |
|  |                             |        |            | Albi |
|  |                             |        |            | Albi |

|  | CA Castelsarrasinois | 12 - 11 | AS Soustons | Villeneuve-sur-Lot |
|  |                      |         |             | Villeneuve-sur-Lot |
|  |                      |         |             | Villeneuve-sur-Lot |

### Demi-finales
|  | CS Bourgoin | 6 - 3 | CA Castelsarrasinois | Sorgues |
|  |             |       |                      | Sorgues |
|  |             |       |                      | Sorgues |

|  | CS Pamiers | 23 - 20 | Sporting Club decazevillois | Castelsarrasin |
|  |            |         |                             | Castelsarrasin |
|  |            |         |                             | Castelsarrasin |

### Finale
|  | CS Bourgoin | 15 - 6 | CS Pamiers | Avignon |
|  |             |        |            | Avignon |
|  |             |        |            | Avignon |